# Vila funcționarilor din Băile Herculane
Vila funcționarilor este un monument istoric aflat pe teritoriul orașului Băile Herculane.

## Istoric
A fost construită în anul 1875, de către administratorul stațiunii Carol Tatarczy, de origine macedo-română, cel care a mai construit Vila Elisabeta, Teatrul, Hotel Ștefania și a realizat regularizarea râului Cerna.